# Kościół Matki Boskiej Częstochowskiej w Koniewie
Kościół Najświętszej Marii Panny – zabytkowy kościół filialny położony we wsi Koniewo w woj. zachodniopomorskim, w pow. kamieńskim, w gminie Wolin.

## Opis
Kościółek jest budowlą murowaną, jednonawową, orientowaną. Od zachodu przylega do niego drewniana wieża kościelna z ośmiobocznym dachem hełmowym, a od północy dobudówka pełniąca funkcję kaplicy. 
Kościół w Koniewie należy do jednego z najciekawiej wyposażonych na terenie gminy Wolin.
Na stropie kościoła widoczne są unikane malowidła z 1745 roku wykonane przez malarza Rosenberga z Quedlinburga. Polichromie te, wykonane techniką tempery przedstawiają chóry anielskie (postacie aniołków) na tle obłoków. Polichromie olejne znajdują się na emporze organowej obok herbów fundatorów. Platerowana misa chrzcielna z roku 1872. 
Wiszący świecznik mosiężny ma sześć ramion z płaskiej taśmy z końcówkami w kształcie kwiatów. Pochodzi z XIX wieku, podobnie jak neobarokowa latarnia z ażurową obudową.
W neogotyckim ołtarzu w prezbiterium znajduje się obraz Matki Boskiej Częstochowskiej, z prawej strony prezbiterium ambona z baldachimem. Kazalnica pochodzi z 1781 roku. Nad wejściem do kościoła znajduje się empora chórowa z polichromią z lat 1751–1754. Mieszczą się tam 8-głosowe organy firmy Grüneberga z 1910 roku. Ściany świątyni zdobią obrazy drogi krzyżowej.

## Historia
Po raz pierwszy świątynia wzmiankowana była w roku 1288 i nazywana była wówczas kościołem św. Bartłomieja. Współczesny kościół pochodzi z I połowy XIV wieku i został zbudowany na pozostałościach średniowiecznego, kamiennego budynku. W latach 1749–1951 dobudowano od strony północy kaplicę i od zachodu – drewnianą wieżę kościelną z drzewa dębowego z oryginalnym okapem z przycinanych we wzory desek. Jednocześnie budynek podniesiono o 3 stopy i dodano chór po północnej stronie.

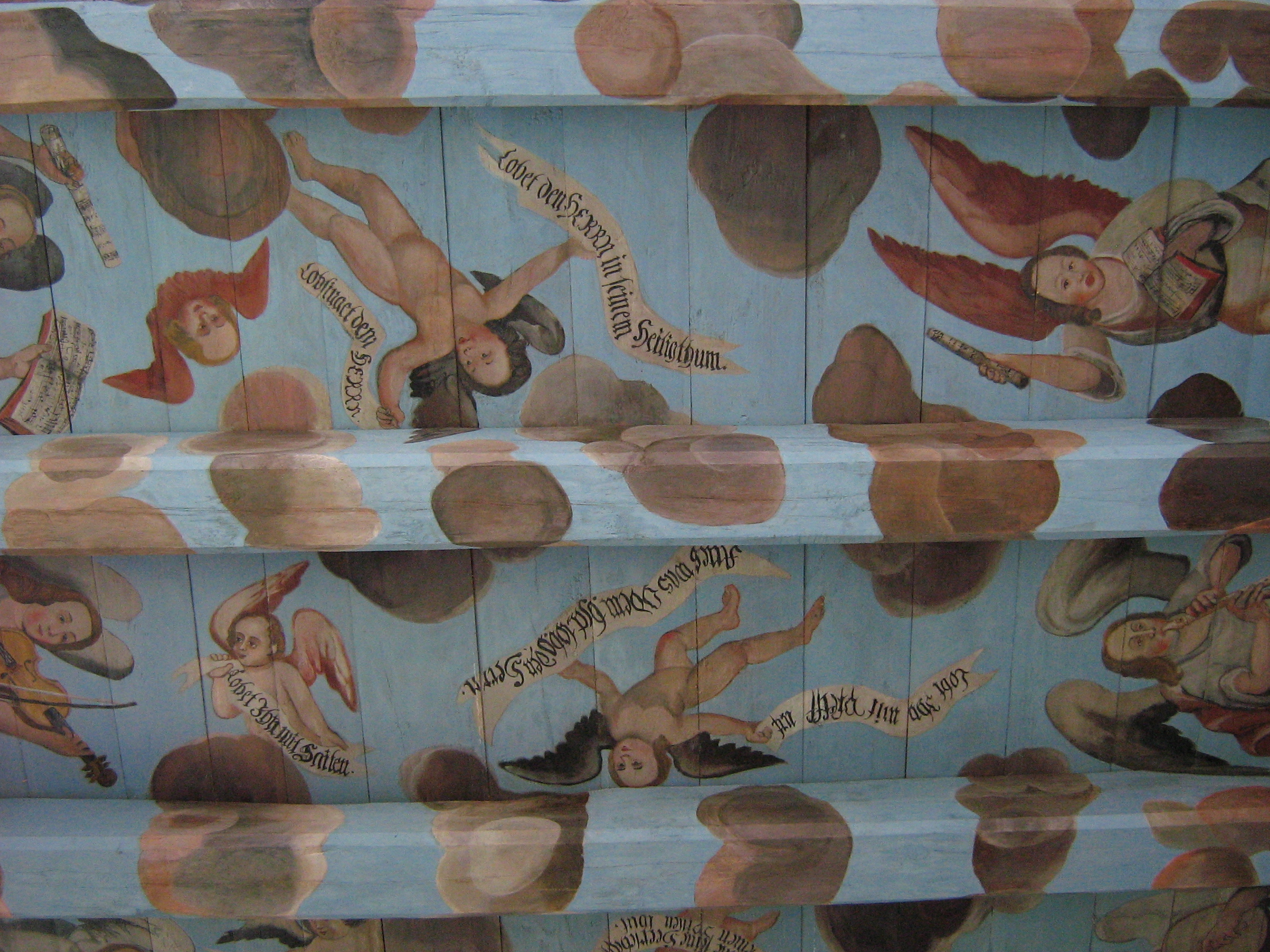
Unikalne malowidła na stropie kościoła
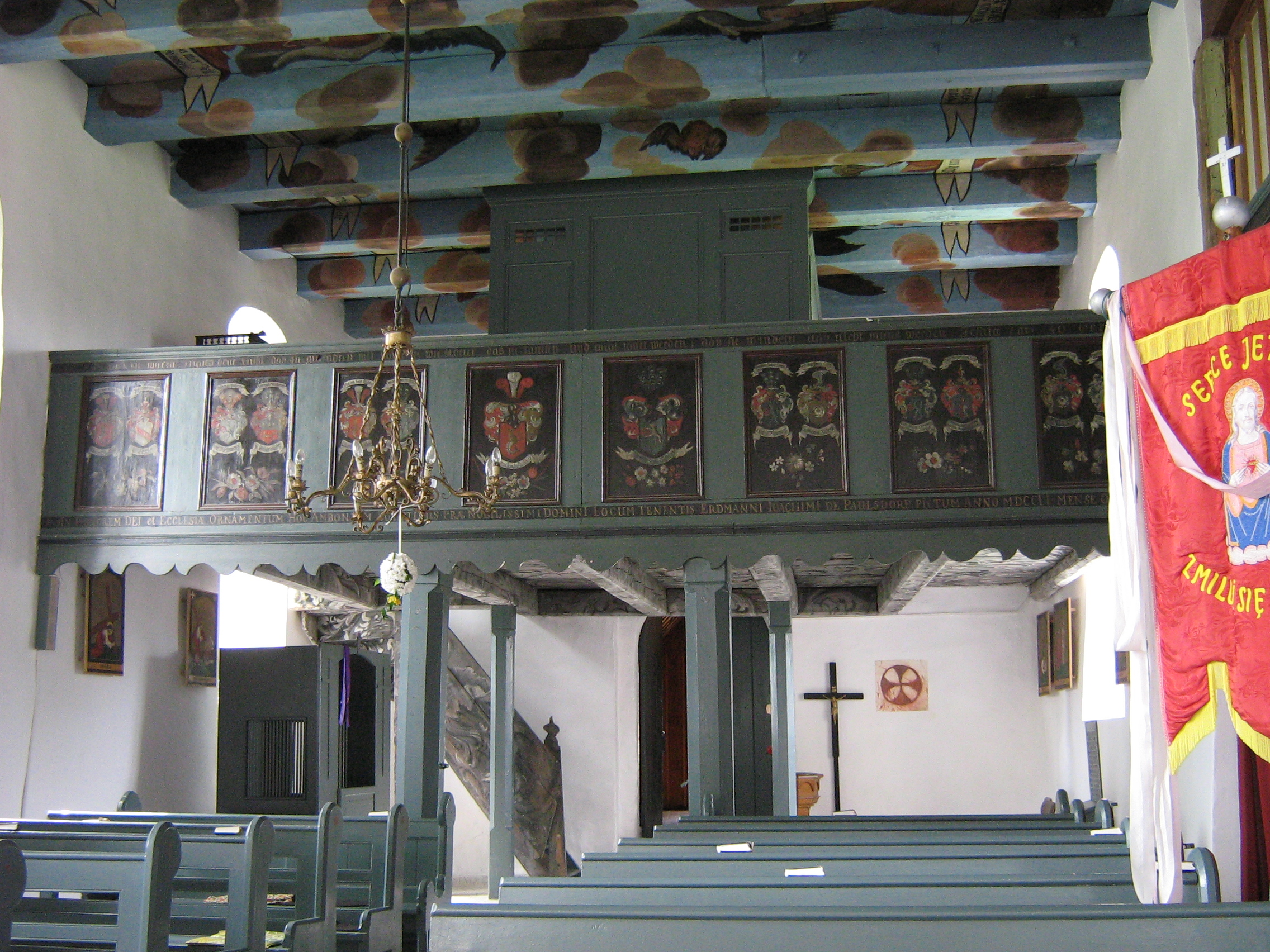
Empora z polichromiami olejnymi
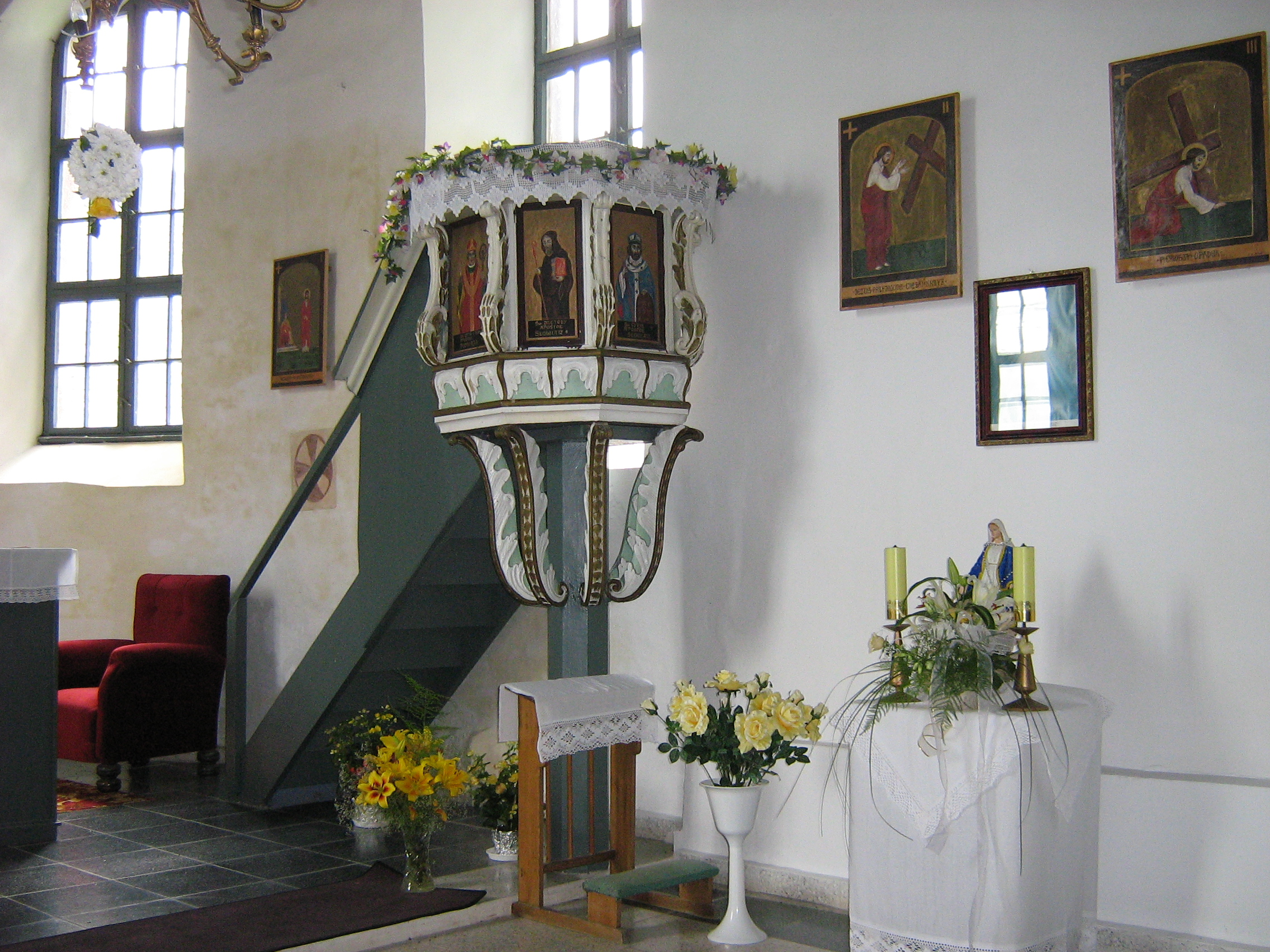
Barokowa ambona
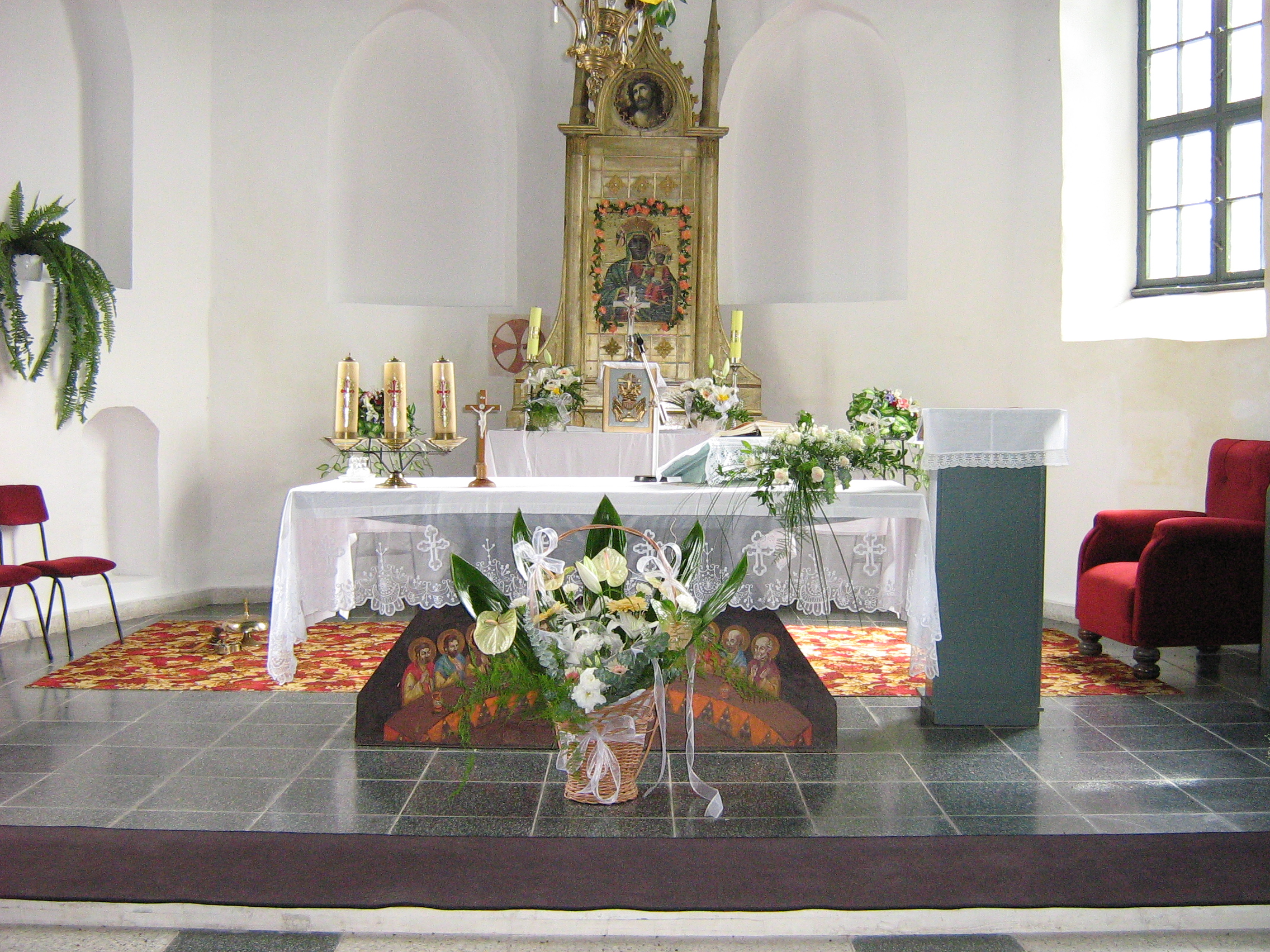
Ołtarz w kościele